# Si Monumentum Requires, Circumspice
Si Monumentum Requires, Circumspice – trzeci studyjny album francuskiej grupy muzycznej Deathspell Omega. Tytuł płyty w tłumaczeniu na język polski oznacza Jeśli szukasz Jego pomnika, rozejrzyj się dookoła.
Wydawnictwo to mocno się różni od poprzednich tworów francuskich muzyków. Położono bardzo duży nacisk na jakość i dokładność co wyraźnie słychać. Również styl granej muzyki uległ lekkiej zmianie. Od tego albumu ich twórczość stała się bardziej awangardowa, lecz nadal jest to black metal.
Na płycie można również znaleźć nagrany na nowo utwór Drink the Devil's Blood z płyty Infernal Battles.

## Lista utworów
1. "First Prayer" – 5:44
2. "Sola Fide I" – 5:14
3. "Sola Fide II" – 7:53
4. "Second Prayer" – 4:41
5. "Blessed Are the Dead Whiche Dye in the Lorde" – 5:47
6. "Hétoïmasia" – 7:08
7. "Third Prayer" – 3:57
8. "Si Monumentum Requires, Circumspice" – 6:32
9. "Odium Nostrum" – 4:46
10. "Jubilate Deo (O Be Joyful in the Lord)" – 6:08
11. "Carnal Malefactor" – 11:45
12. "Drink the Devil's Blood" – 4:32
13. "Malign Paradigm" – 3:40